# Turnera
Turnera är ett släkte av passionsblomsväxter. Turnera ingår i familjen passionsblomsväxter.

## Bildgalleri

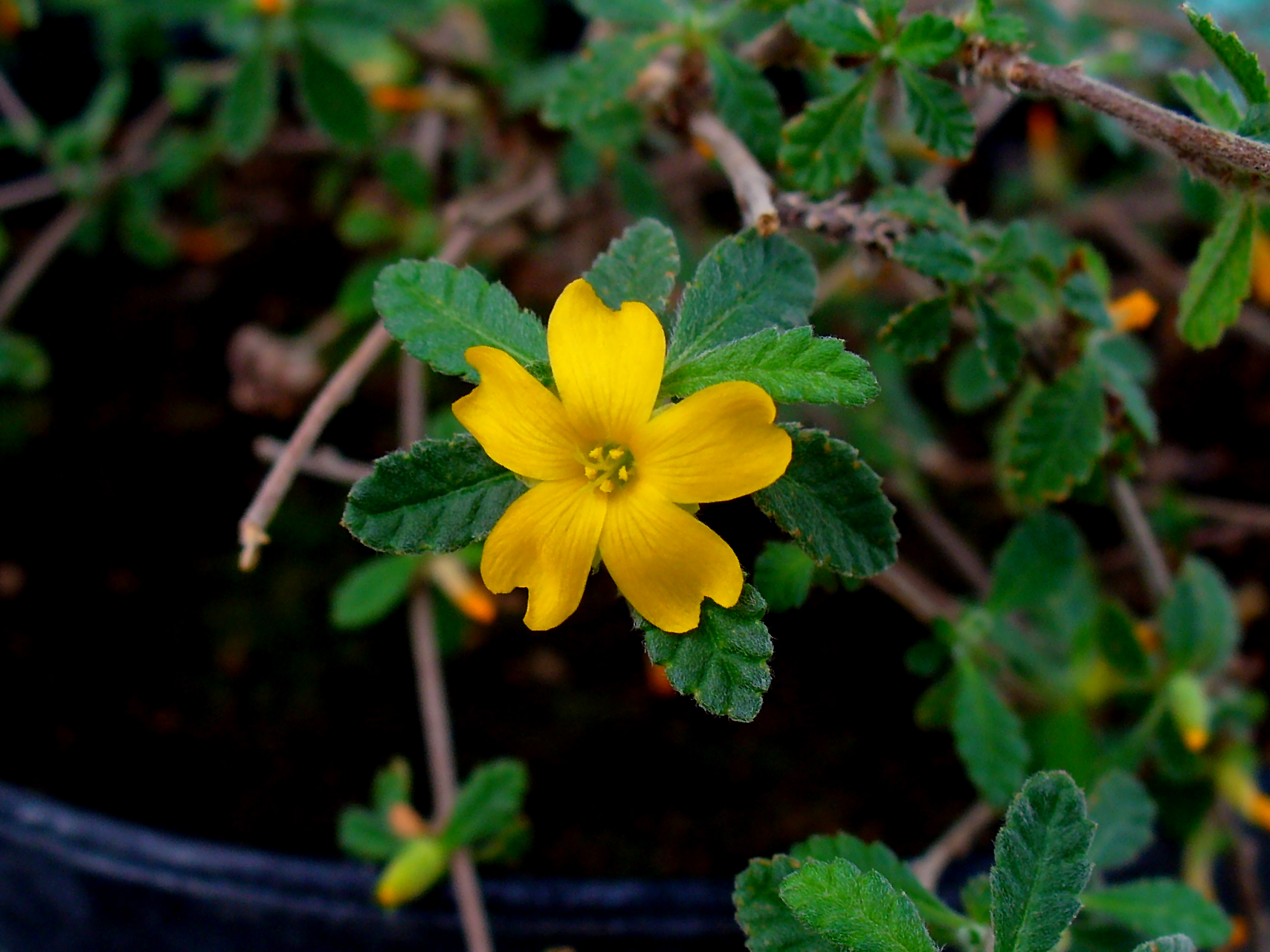
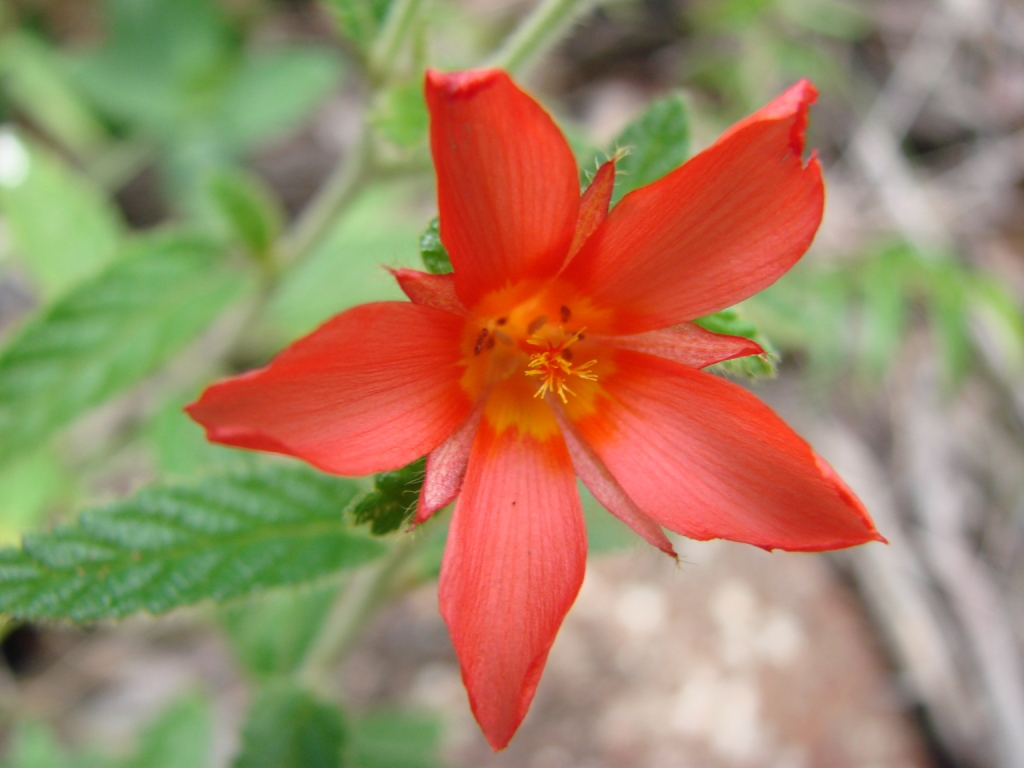
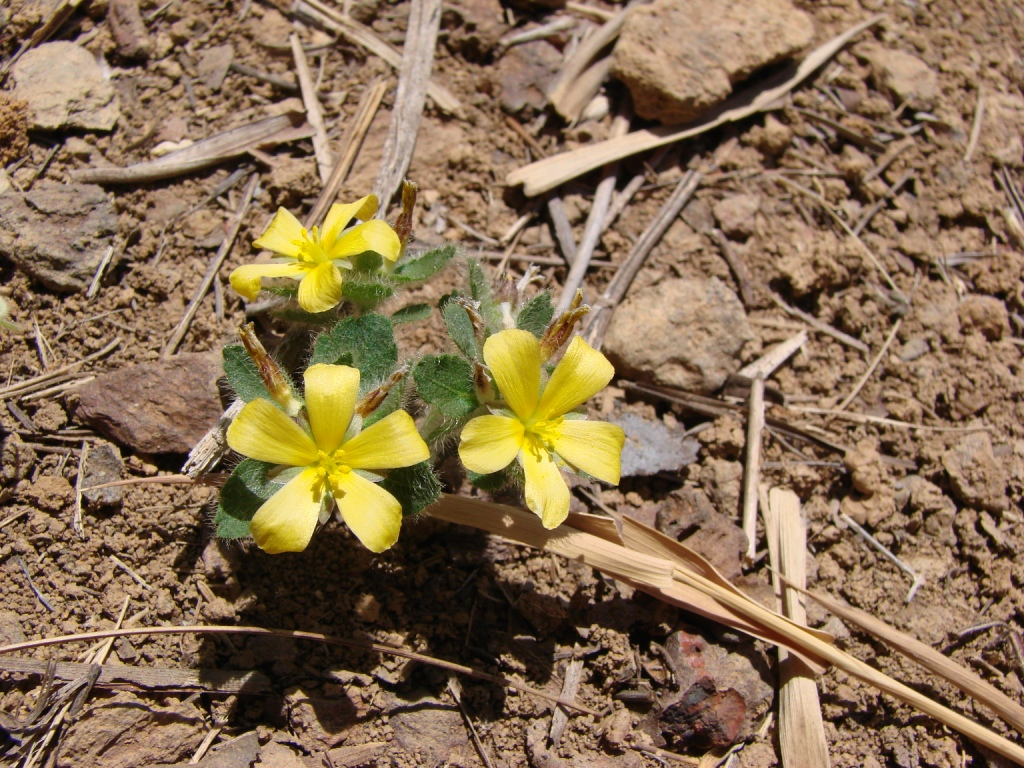
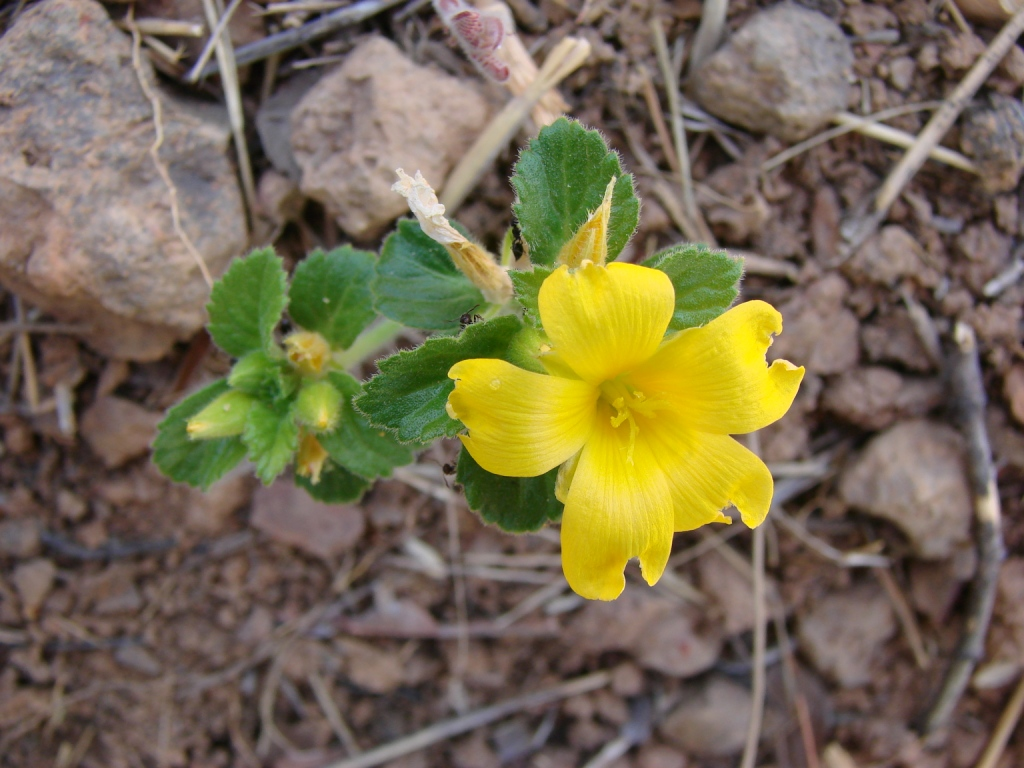
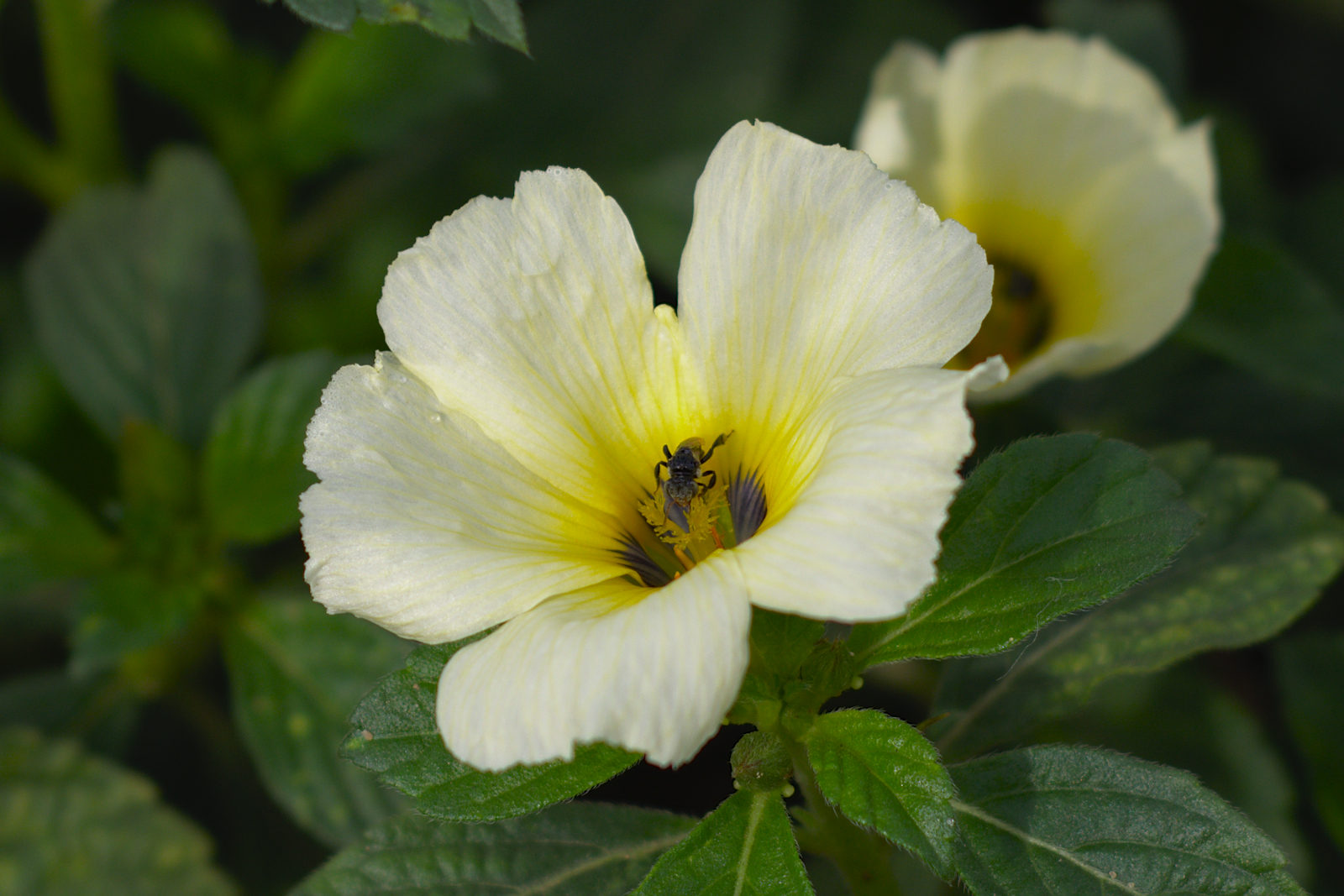
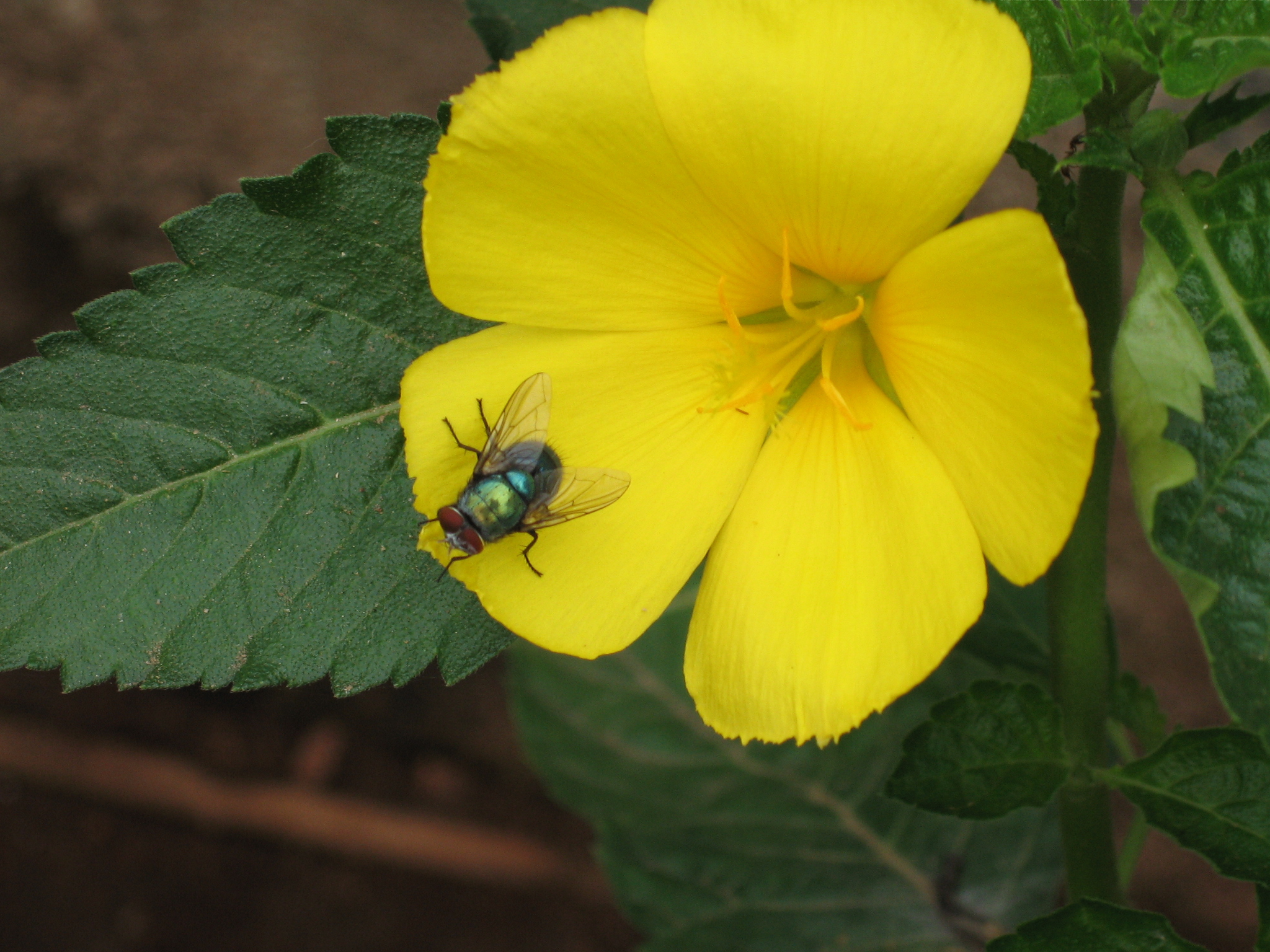

## Dottertaxa tillTurnera, i alfabetisk ordning[1]
- Turnera acaulis
- Turnera acuta
- Turnera albicans
- Turnera amapaensis
- Turnera amazonica
- Turnera angelicae
- Turnera annectens
- Turnera annularis
- Turnera arcuata
- Turnera argentea
- Turnera aromatica
- Turnera asymmetrica
- Turnera aurantiaca
- Turnera aurelii
- Turnera bahiensis
- Turnera blanchetiana
- Turnera brasiliensis
- Turnera breviflora
- Turnera caatingana
- Turnera callosa
- Turnera calyptrocarpa
- Turnera campaniflora
- Turnera candida
- Turnera capitata
- Turnera castilloi
- Turnera cearensis
- Turnera chamaedrifolia
- Turnera chrysocephala
- Turnera cicatricosa
- Turnera cipoensis
- Turnera clauseniana
- Turnera coccinea
- Turnera coerulea
- Turnera collotricha
- Turnera concinna
- Turnera coriacea
- Turnera crulsii
- Turnera cuneiformis
- Turnera curassavica
- Turnera dasystyla
- Turnera dasytricha
- Turnera diamantinae
- Turnera dichotoma
- Turnera diffusa
- Turnera discolor
- Turnera discors
- Turnera dolichostigma
- Turnera elliptica
- Turnera emendata
- Turnera fernandezii
- Turnera fissifolia
- Turnera foliosa
- Turnera gardneriana
- Turnera genistoides
- Turnera glabrata
- Turnera glaziovii
- Turnera gouveiana
- Turnera grandidentata
- Turnera grandiflora
- Turnera guianensis
- Turnera harleyi
- Turnera hassleriana
- Turnera hatschbachii
- Turnera hebepetala
- Turnera hermannioides
- Turnera hilaireana
- Turnera hindsiana
- Turnera huberi
- Turnera humilis
- Turnera ignota
- Turnera incana
- Turnera involucrata
- Turnera iterata
- Turnera jobertii
- Turnera joelii
- Turnera krapovickasii
- Turnera kuhlmanniana
- Turnera laciniata
- Turnera lamiifolia
- Turnera lanceolata
- Turnera leptosperma
- Turnera lineata
- Turnera longiflora
- Turnera longipes
- Turnera lucida
- Turnera luetzelburgii
- Turnera macrophylla
- Turnera maigualidensis
- Turnera maracasana
- Turnera marmorata
- Turnera melochia
- Turnera melochioides
- Turnera nervosa
- Turnera oblongifolia
- Turnera occidentalis
- Turnera oculata
- Turnera odorata
- Turnera opifera
- Turnera orientalis
- Turnera panamensis
- Turnera paradoxa
- Turnera paruana
- Turnera patens
- Turnera pernambucensis
- Turnera pinifolia
- Turnera pohliana
- Turnera prancei
- Turnera princeps
- Turnera pumilea
- Turnera purpurascens
- Turnera reginae
- Turnera revoluta
- Turnera riedeliana
- Turnera rosulata
- Turnera rubrobracteata
- Turnera rupestris
- Turnera sancta
- Turnera scabra
- Turnera schomburgkiana
- Turnera serrata
- Turnera sidoides
- Turnera simulans
- Turnera stachydifolia
- Turnera stenophylla
- Turnera steyermarkii
- Turnera stipularis
- Turnera subnuda
- Turnera subulata
- Turnera tapajoensis
- Turnera tenuicaulis
- Turnera thomasii
- Turnera triglandulosa
- Turnera trigona
- Turnera uleana
- Turnera ulmifolia
- Turnera urbanii
- Turnera valleana
- Turnera vallisii
- Turnera waltherioides
- Turnera weddelliana
- Turnera velutina
- Turnera venezuelana
- Turnera venosa
- Turnera whitei
- Turnera vicaria
- Turnera violacea
- Turnera zeasperma